# Diecezja wołyńska (Kościół Ewangelicko-Augsburski w RP)
Diecezja wołyńska – jednostka organizacyjna Kościoła Ewangelicko-Augsburskiego w Rzeczypospolitej Polskiej istniejąca w II Rzeczypospolitej od 1936 i grupująca parafie tego Kościoła zlokalizowane na obszarze województw nowogródzkiego, poleskiego i wołyńskiego.

## Historia
25 listopada 1936 Prezydent Rzeczypospolitej Polskiej podpisał dekret dotyczący relacji między państwem a Kościołem Ewangelicko-Augsburskim w II Rzeczypospolitej. Dokument ten uregulował status prawny tego Kościoła, który wcześniej opierał się na przepisach pochodzących jeszcze z czasów zaborów sprzed I wojny światowej. Rada Ministrów zatwierdziła dekret 17 grudnia 1937. Jego wprowadzenie pociągnęło za sobą także zmiany w administracyjnej strukturze Kościoła — zlikwidowano istniejącą dotąd superintendenturę północno-wschodnią, która obejmowała parafie we wschodnich województwach. Należące do niej zbory zostały włączone do nowych diecezji: wileńskiej i wołyńskiej, a częściowo również do diecezji lubelskiej i warszawskiej.
W skład diecezji wołyńskiej weszły działające do tej pory parafie w Kostopolu, Łucku, Rożyszczu, Równem, Tuczynie, Torczynie i Włodzimierzu Wołyńskim. Ponadto w wyniku reorganizacji struktury parafialnej na mocy ustawy z 25 listopada 1936 filiał Dubno należący dotychczas do parafii w Równem został podniesiony do rangi samodzielnej parafii. Jako parafia usamodzielnił się wówczas także Kowel, który podlegał wcześniej parafii we Włodzimierzu Wołyńskim jako jej filiał, natomiast filiał Pińsk parafii włodzimierskiej przeszedł pod administrację parafii w Brześciu.
Ostateczne uformowanie się nowych diecezji nastąpiło w 1937. W diecezji wołyńskiej nie przeprowadzono jednak wyborów jej seniora, co spowodowane było brakiem zatwierdzenia przez władze państwowe kandydatur na to stanowisko ks. Alfreda Kleindiensta oraz ks. Reinholda Rudolfa Henkego. Nie został ogłoszony kolejny kandydat, jednak powstała delegacja w celu przeprowadzenia interwencji w Ministerstwie Wyznań Religijnych i Oświecenia Publicznego. W wyniku tej sytuacji  Biskup Kościoła Ewangelicko-Augsburskiego w RP ks. Juliusz Bursche powołał dla diecezji seniora komisarycznego, którym został ks. Aleksander Schoeneich, pełniący jednocześnie stanowisko seniora diecezji lubelskiej. Po śmierci ks. Schoeneicha w 1939 seniorem komisarycznym diecezji wołyńskiej został ks. Albert Schoen, proboszcz parafii we Włodzimierzu Wołyńskim.
W 1938 filiał Aleksandrówka, którego wiernych stanowiły głównie osoby narodowości polskiej, przeszedł z parafii we Włodzimierzu Wołyńskim do parafii w Kowlu.
W przeciwieństwie do pozostałych rejonów kraju, gdzie członkostwo w parafiach ewangelickich ograniczone było do Niemców i Polaków, we wschodnich województwach kraju około 6% wiernych Kościoła Ewangelicko-Augsburskiego deklarowało inną od tych dwóch narodowość. Mieszkający na obszarze Wołynia Niemcy w 95% przyznawali się do wyznania ewangelickiego. Wołyń zamieszkiwali również ewangelicy narodowości ukraińskiej, tworzący wyraźnie odrębną i liczną mniejszość. Ewangelicy w województwie wołyńskim w przeważającej większości (95,5% ogółu) zamieszkiwali tereny wiejskie.
Diecezja wołyńska, tak jak i inne pozostałe diecezje Kościoła Ewangelicko-Augsburskiego na terenach wschodnich II Rzeczypospolitej, borykała się ze znacznym rozproszeniem wiernych oraz brakiem duchownych potrzebnych do prowadzenia nad nimi właściwej opieki duszpasterskiej. W 1936 na terenie diecezji poza proboszczami po jednym wikariuszu zatrudniały jedynie parafie w Rożyszczu i Włodzimierzu Wołyńskim. Ewangelicy wołyńscy, zamieszkujący w większości kantoraty odległe od siedziby macierzystej parafii, pozbawieni byli regularnej obsługi duszpasterskiej, a ich kontakty z duchownymi ograniczały się do wizyt księży w tych placówkach w najlepszym wypadku kilka razy do roku, w związku z czym w kantoratach pełnili oni jedynie rolę organizacyjną. Faktyczne czynności duszpasterskie realizowane były przez kantorów, z którymi członkowie tych wspólnot mieli kontakt na co dzień. Kantorzy powoływani byli w Kościele Ewangelicko-Augsburskim do pracy jako nauczyciele i pomoc duchownym, jednak na Wołyniu poza sprawowaniem stanowisk nauczycieli zajmowali się oni pełną obsługą duszpasterską wiernych – prowadzili lektorskie nabożeństwa niedzielne oraz nabożeństwa popołudniowe i wieczorne (niem. Versamlungen), jak również chrzty i pogrzeby, a także zajęcia przygotowujące do konfirmacji.
Na terenie diecezji istniała sieć prywatnych ewangelickich niemieckich szkół powszechnych, powstałych jeszcze w 1932 wyniku przekształcenia szkół kantorackich w związku z wprowadzeniem wówczas ustawy o ustroju szkolnictwa. Szkoły prywatne były zakładane, kierowane i reprezentowane przez Kościół Ewangelicko-Augsburski, a naukę w nich prowadzili wykwalifikowani absolwenci niemieckich ewangelickich seminariów nauczycielskich w Bielsku i Łodzi. Z biegiem czasu otwieranie nowych niemieckich szkół prywatnych zostało ograniczone restrykcjami ze strony państwa. Istniejące szkoły były od roku szkolnego 1936/1937 zamykane decyzją organów państwowych, co następowało pod pretekstem niekorzystnych warunków lokalowych. Szykany w stosunku do wołyńskich niemieckich ewangelickich placówek oświatowych kontynuowane były w kolejnych latach, w związku z czym w początku 1939 działalność kontynuowało jedynie 5 z nich. Jeszcze w 1938 dokonano zamknięcia największej na tym terenie szkoły niemieckiej w Łucku, którą parafia planowała rozbudować do siedmiu klas. Zabiegi w celu zachowania funkcjonowania tych placówek czynione przez ewangelickich duchownych w Ministerstwie Wyznań Religijnych i Oświecenia Publicznego nie przyniosły żadnych efektów. Polityka państwa w stosunku do szkolnictwa niemieckiego na Wołyniu była częścią podejścia władz do tej kwestii wprowadzonego przede wszystkim jako akcja odwetowa za prześladowanie polskich placówek oświatowych na terenie III Rzeszy. W grudniu 1938 Urząd Wojewódzki w Łucku otrzymał zarządzenie Ministerstwa Spraw Wewnętrznych o zakończeniu wydawania zaświadczeń narodowościowych do celów podjęcia nauki w szkołach mniejszości narodowych oraz zakazie budowy nowych szkół bez uzgodnienia z Ministerstwem Spraw Wewnętrznych, co spowodowane było chęcią przeniesienia kształcenia uczniów narodowości niemieckiej do państwowych szkół publicznych.
Ustawa o stosunkach między państwem a Kościołem Ewangelicko-Augsburskim z 25 listopada 1936 przyniosła wprowadzenie większej niż dotychczas kontroli państwowej nad tym Kościołem. Zgodnie z jej postanowieniami kandydatury osób do objęcia stanowisk seniorów diecezji miały być sprawdzane pod kątem politycznym przez Ministerstwo Wyznań Religijnych i Oświecenia Publicznego, natomiast wybory proboszczów parafii mogły być zatwierdzone przez Konsystorz Kościoła Ewangelicko-Augsburskiego w RP jedynie wówczas, kiedy wobec wybranego duchownego swoich uwag na tle politycznym nie zgłaszali odpowiedni wojewodowie. W efekcie kompetencje kontrolne państwa stały się większe, niż w trakcie obowiązywania ustawy przyjętej za czasów podlegania tych terenów rządom Imperium Rosyjskiego. Jeszcze w październiku 1936 Ministerstwo Spraw Wewnętrznych nakazało władzom wojewódzkim podjęcie działań zmierzających do wydalenia z kraju duchownych ewangelickich posiadających niemieckie obywatelstwo. Równocześnie polecono sprawdzenie, w jaki sposób pozostali księża Kościoła narodowości niemieckiej uzyskali polskie obywatelstwo, aby ocenić, czy istnieje podstawa do jego unieważnienia. Jednak na terenie Wołynia zaostrzenie polityki wobec niemieckich duchownych Kościoła Ewangelicko-Augsburskiego zaczęło być wyraźnie zauważalne dopiero w drugiej połowie 1938. Znaczącą rolę w zmianie podejścia do kwestii polityki wyznaniowej odegrało odwołanie wojewody Henryka Józefskiego i zastąpienie go przez Aleksandra Hauke-Nowaka, mocno popierającego działania na rzecz wzmocnienia polskości. 
Decyzją nowego wojewody we wrześniu 1938 proboszcz parafii łuckiej ks. Alfred Kleindienst został pozbawiony polskiego obywatelstwa, co motywowano faktem, że w momencie wprowadzenia traktatu ryskiego przebywał on na terytorium Rosyjskiej Federacyjnej Socjalistycznej Republiki Radzieckiej, pomimo tego, że został on tam przymusowo wysiedlony przez władze rosyjskie oraz miejscem jego urodzenia pozostawał Łuck. Pastor ten angażował się politycznie, aktywnie uczestniczył w grupie roboczej prowadzącej prace ustawą z 1936 dotyczącą relacji między państwem a Kościołem Ewangelicko-Augsburskim, protestował przeciwko jej założeniom oraz jej późniejszemu wprowadzeniu, a działania te prowadził w łączności z Ewangelickim Kościołem Unii Staropruskiej oraz Ewangelickim Kościołem Unijnym w Polsce. Duchowny doprowadził do publikowania protestów przez zagraniczne grupy ewangelickie, jak również rozpoczęcia sprzeciwiającej się ustawie kampanii prasowej. Pozostawał przewodniczącym organizacji „Arbeitsgemeindschaft der Deutschen Pastoren” i był jedną z głównych osób zaangażowanych w działalność opozycyjną w stosunku do polityki kościelnej prowadzonej przez Biskupa Kościoła ks. Juliusza Burschego. Ksiądz Kleindienst otrzymał poparcie wszystkich duchownych diecezji wołyńskiej, jak również proboszczów parafii Białymstoku, Grodnie oraz Łomży. Termin rozpatrzenia przez Najwyższy Trybunał Administracyjny odwołania pastora wobec decyzji wojewody o pozbawieniu go obywatelstwa ustalono na wrzesień lub październik 1939. Aleksander Hauke-Nowak nakazał Konsystorzowi zwolnienie ks. Kleindiensta ze stanowiska proboszcza w związku z pozbawieniem go obywatelstwa, co zostało uczynione, jednak z uwagi na interwencje ks. Kleindiensta Konsystorz niedługo potem odroczył swoją decyzję. 20 października 1938 jego usunięcie z pełnionego urzędu zostało ostatecznie uprawomocnione, co nastąpiło dzięki kolejnemu nakazowi wojewody. Końcem lutego 1939 przez Urząd Wojewódzki wydany został zakaz przebywania przez duchownego na terenie województwa, natomiast latem 1939 wysiedlona została również jego małżonka. Sprawa księdza Alfreda Kleindiensta była jedynym tak drastycznym przypadkiem postępowania władz wobec duchowieństwa Kościoła Ewangelicko-Augsburskiego. Wywołała ona liczne protesty ze strony niemieckiej mniejszości narodowej i była szeroko komentowana w ówczesnej niemieckiej prasie publikowanej w Polsce. W innych podobnych sytuacjach dotyczących niemieckich duchownych ewangelickich działania organów państwowych polegały jedynie na wywieraniu presji na Konsystorz, by doprowadził do ich odsunięcia od pełnienia funkcji duszpasterskich. W całym Kościele takie decyzje podjęto jedynie w czterech przypadkach, przy czym żaden z nich nie dotyczył diecezji wołyńskiej. Dopiero w czerwcu 1939 roku wojewoda planował nakazanie Konsystorzowi usunięcie ze stanowiska ks. Reinholda Rudolfa Henke z parafii w Różyszczu, jednak w obronę duchownego zaangażował się Biskup Kościoła Ewangelicko-Augsburskiego w RP ks. Juliusz Bursche i zamiar ten ostatecznie nie został zrealizowany.
W 1938 proboszczem-administratorem parafii w Łucku w miejsce zwolnionego ks. Alfreda Kleindiensta Konsystorz mianował ks. Ottona Franka, pełniącego tam dotychczas posadę wikariusza i będącego narodowości polskiej, co w połączeniu z okolicznościami odwołania ks. Kleindiensta oraz prawie całkowicie niemieckim charakterem zboru doprowadziło do zaognienia się sytuacji w parafii, jak również na terenie całej diecezji. Do Konsystorza zaczęły napływać protesty, petycje i wnioski ze wszystkich niemieckojęzycznych parafii i kantoratów diecezji wołyńskiej, w związku z czym 8 grudnia 1938 Konsystorz opublikował oświadczenie w sprawie zwolnienia ks. Alfreda Kleindiensta, jednak nie przyniosło ono załagodzenia napięć. W parafii w Łucku rozgorzał konflikt miejscowej rady kościelnej pod przewodnictwem Leopolda Kleindiensta, ojca usuniętego duchownego z proboszczem-administratorem ks. Ottonem Frankiem, co doprowadziło do bojkotowania administratora przez członków parafii. Ksiądz Alfred Kleindienst zamieszkiwał wówczas w Warszawie, gdzie pełnił nadal funkcję przewodniczącego „Arbeitsgemeindschaft der Deutschen Pastoren” i na łamach czasopisma „Luthererbe in Polen” prowadził kampanię wymierzoną w biskupa Burschego.
Otwarte działania i naciski motywowane względami narodowościowymi miały miejsce w związku z projektem powołania parafii o charakterze polskim w miejscowości Oleszkiewicze, posiadającej mieszany charakter narodowościowy ludności. W związku z planami Konsystorza dotyczącymi utworzenia tam polskiej parafii, duchowni z Wołynia zainaugurowali w 1938 akcję namawiającą mieszkańców wsi do ogłaszania potrzeby prowadzenia nabożeństw w języku niemieckim, która miała na celu zapobiegnięcie przynależności do polskiej parafii mieszkającej w tych okolicach w rozproszeniu społeczności niemieckiej, mogącej doświadczyć w ten sposób polonizacji. W przeciwdziałanie akcji księży wołyńskich zaangażowało się duszpasterstwo wojskowe Dowództwa Okręgu Korpusu Nr II z Lublina.

## Parafie
| Parafia              | Jednostki                               | Liczba wiernych | Kościół parafialny                            | Ilustracja |
| -------------------- | --------------------------------------- | --------------- | --------------------------------------------- | ---------- |
| Dubno                | Dubno (siedziba parafii)                | b.d.            | Kościół ewangelicki w Dubnie                  |            |
| Kowel                | Kowel (siedziba parafii)                | 3000            | Ewangelicki dom modlitwy w Kowlu              |            |
| Kostopol             | Kostopol (siedziba parafii)             | 5500            | Kościół ewangelicki w Kostopolu               |            |
| Łuck                 | Łuck (siedziba parafii)                 | 6000            | Kościół ewangelicki w Łucku                   |            |
| Rożyszcze            | Rożyszcze (siedziba parafii)            | 10000           | Kościół ewangelicki w Rożyszczu               |            |
| Równe                | Równe (siedziba parafii)                | 6000            | Kościół ewangelicki w Równem                  |            |
| Torczyn              | Torczyn (siedziba parafii)              | 5500            | Kościół ewangelicki w Torczynie               |            |
| Tuczyn               | Tuczyn (siedziba parafii)               | 6000            | Kościół ewangelicki w Tuczynie                |            |
| Włodzimierz Wołyński | Włodzimierz Wołyński (siedziba parafii) | 6000            | Kościół ewangelicki we Włodzimierzu Wołyńskim |            |
| Włodzimierz Wołyński | Aleksandrówka (filiał)                  | 500             | Kościół ewangelicki we Włodzimierzu Wołyńskim |            |